# تالیش (شهرستان ترتر)
تالیش (ارمنی: Թալիշ، لاتین: Talış) یک منطقهٔ مسکونی در جمهوری آرتساخ است که به‌صورت دفاکتو در منطقه مارتاکرت و دوژور در شهرستان ترتر واقع شده‌است.

## تاریخچه
تالیش از ۱۱ آوریل ۱۹۹۴ تحت کنترل نیروهای ارمنستانی است.
در طی درگیری‌های ۲۰۱۶ جمهوری آذربایجان و ارمنستان این روستا خسارت‌های بسیار دید.